# Площадь Независимости (Гюмри)
Площадь Независимости (арм. Անկախության Հրապարակ) — вторая по величине площадь в армянском городе Гюмри.

## История
В 1940-е годы после окончания Великой Отечественной войны в Гюмри была построена площадь Ленина (арм. Լենինի հրապարակ). В 1988 году во время Спитакского землетрясения она была значительно повреждена. С обретением в 1991 году Арменией независимости площадь получила своё современное название — площадь Независимости.
В апреле 2018 года в ходе Бархатной революции в Армении площадь Независимости была оккупирована оппозиционными силами, выступавшими за отставку действующего правительства.

## Описание
Площадь Независимости имеет квадратную форму (125×125 м), она окружена зелёным парком. Ограничена с севера улицей Алека Манукяна, с юга — проспектом Тиграна Меца, с запада — улицей Саят-Нова и проспектом Гарегина Нжде, с востока — шоссе Хримяна Айрика.
В самом центре площади установлен памятник армянской женщины с большим крестом в руке. Монумент был посвящён памяти жертв Спитакского землетрясения. На прилегающей к площади территории находятся бывшая текстильная фабрика, городской суд Гюмри, Академия искусств, центр информационных технологий и университет «Прогресс».

## Галерея

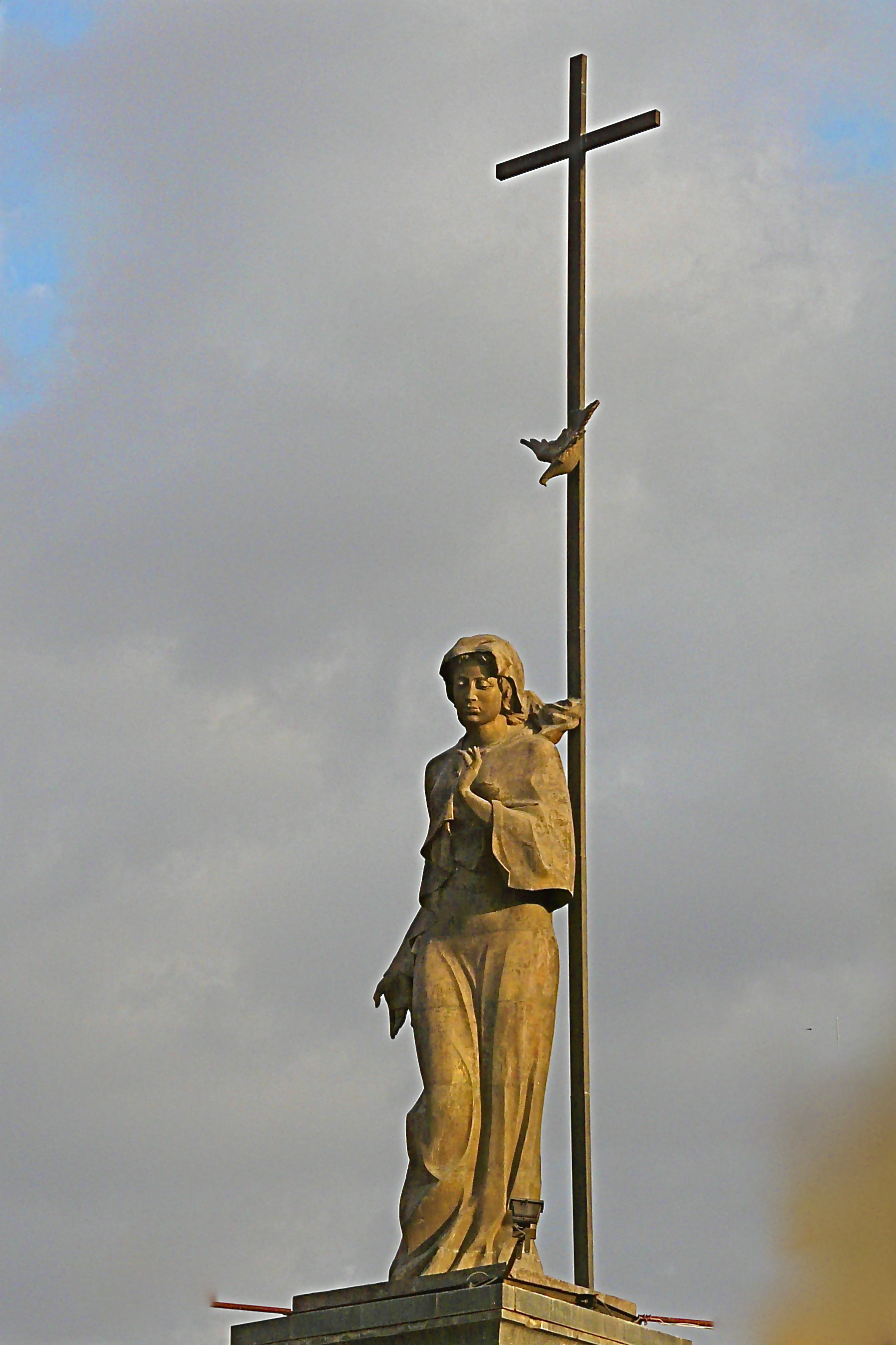
Скульптура «Армянка»
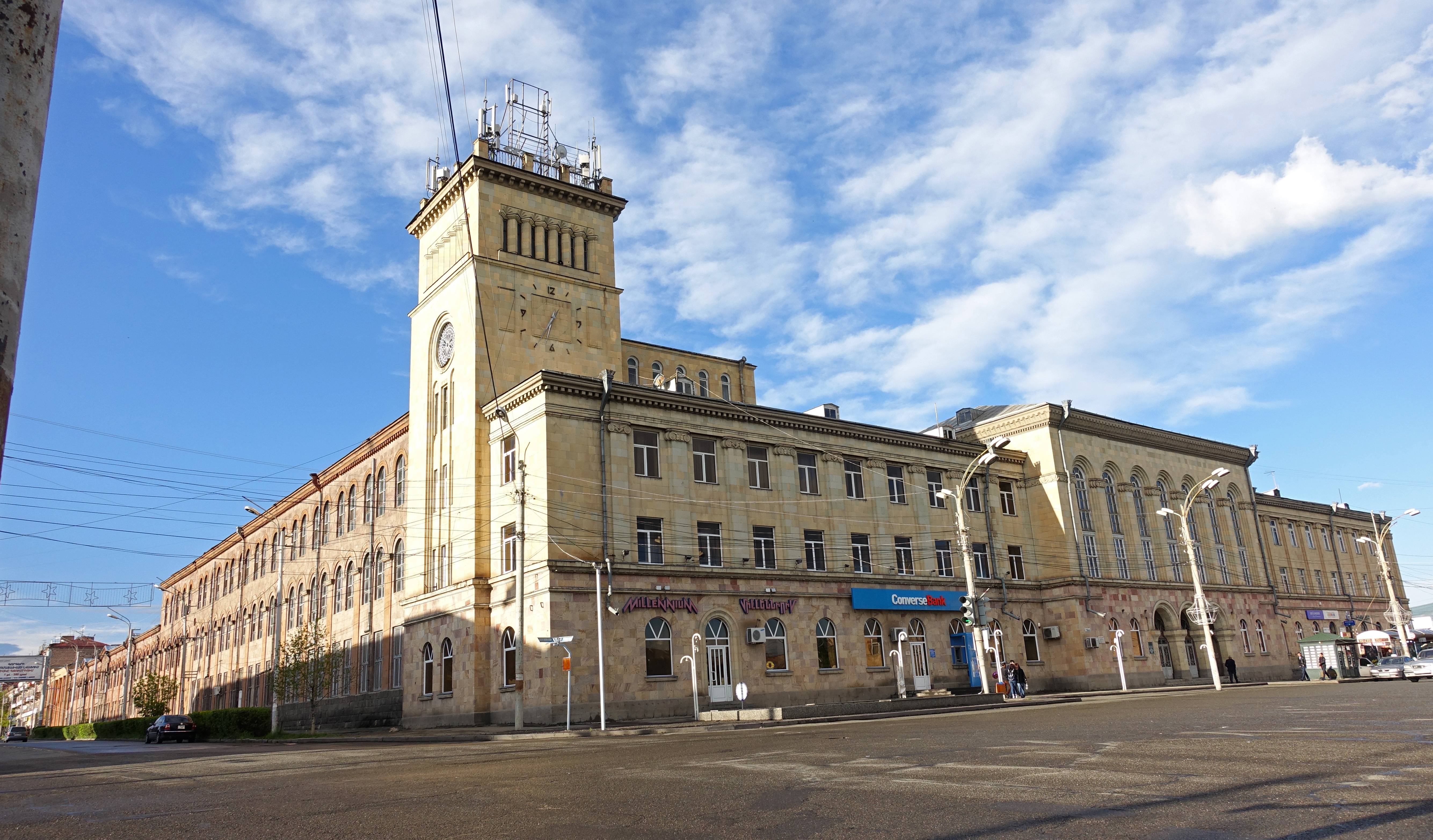
Текстильная фабрика
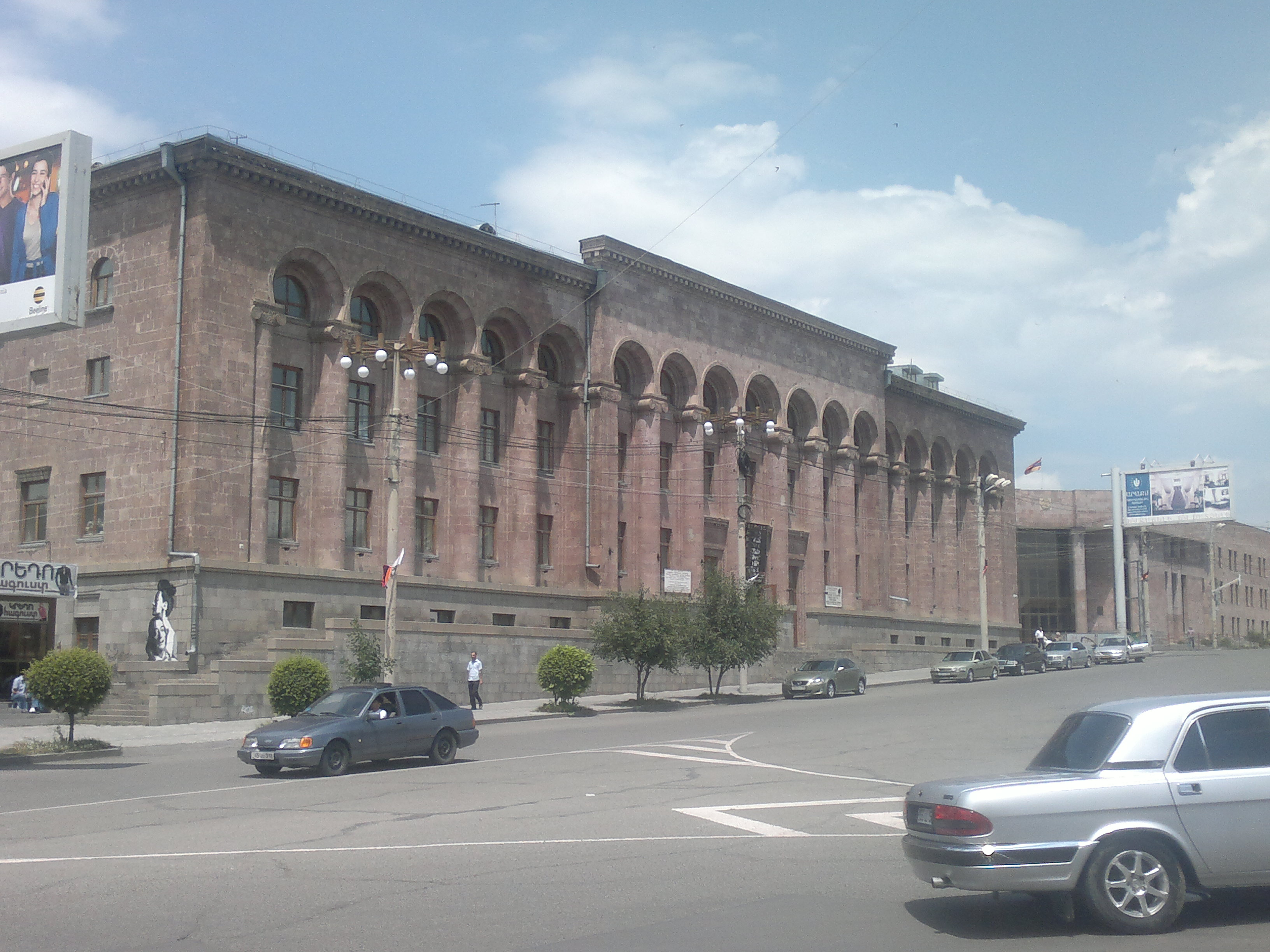
Академия искусств
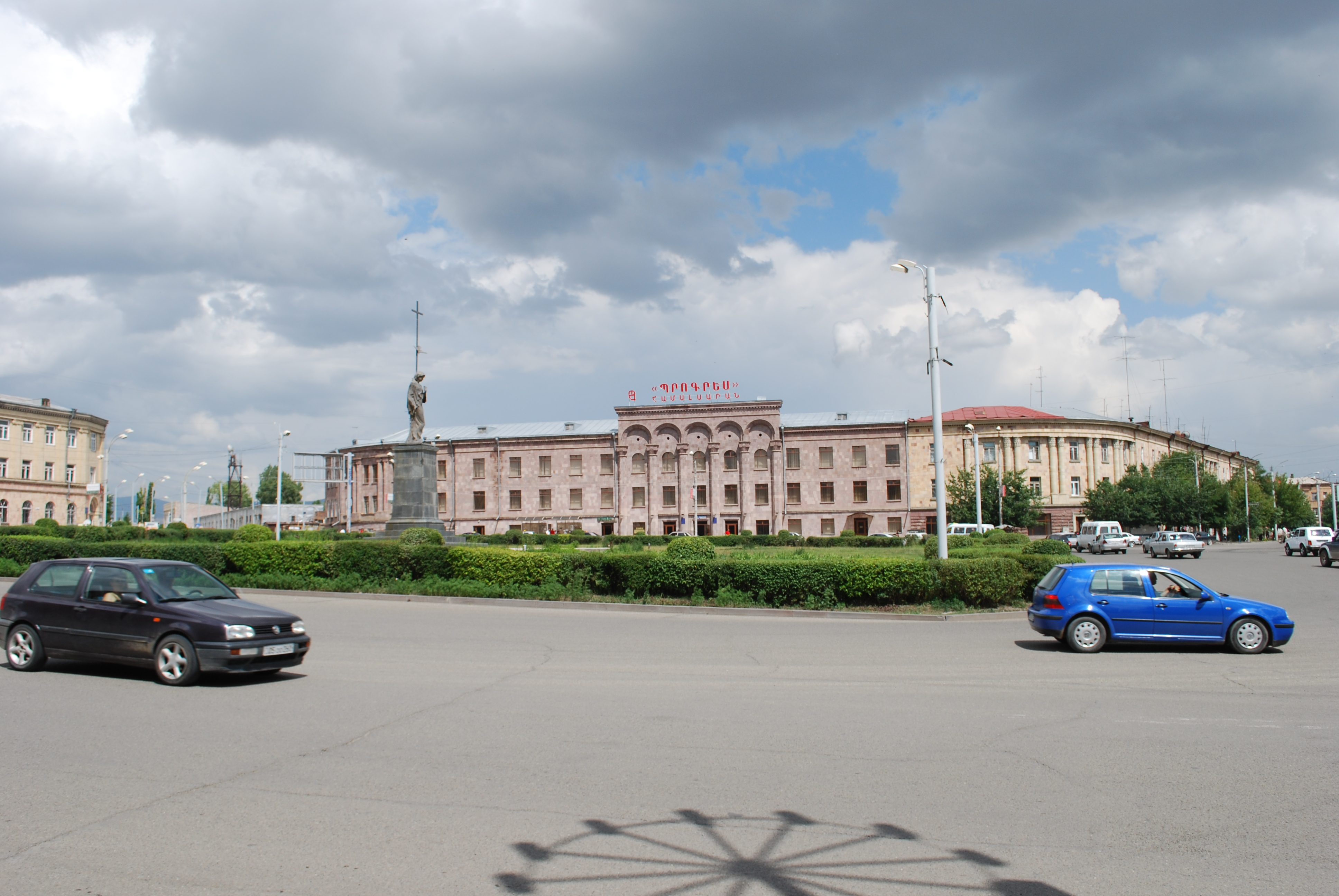
Университет «Прогресс»